# كلارك جونسون (سياسي)
كلارك جونسون (بالإنجليزية: Clark Johnson)‏ هو سياسي أمريكي، ولد في 21 يوليو 1952 في فارغو في الولايات المتحدة. حزبياً، نشط في حزب العمال المزارعين الديمقراطيين في مينيسوتا. وقد انتخب عضو مجلس نواب مينيسوتا.